# Antonio Vignali
Antonio Bonagiunti Vignali (o Vignali di Bonagiunta), nato Giacomo Antonio Pietro e conosciuto con lo pseudonimo Arsiccio Intronato (Siena, 19 novembre 1500 – Milano, 2 aprile 1559) è stato uno scrittore e poeta italiano del Rinascimento.

## Biografia
L'opera più rinomata di Antonio Vignali, La Cazzaria, pubblicata sicuramente intorno al 1531 a Venezia, fu riscoperta all'inizio del XVIII secolo dal francese Bernard de La Monnoye, che ne fece una copia, tradotta e pubblicata in seguito da Isidore Liseux.
La Cazzaria mette in scena un dialogo priapesco nel modo comico, illustrante una battaglia fra i sessi. La lingua è gergale e fa ricorso a termini volgari mutuati dalla parlata toscana.
Membro dell'Accademia degli Intronati, sorta di confraternita libertina nel solco dei coquillard cari a François Villon, Vignali, contemporaneo di François Rabelais, scrisse sotto lo pseudonimo di Arsiccio Intronato. Dopo essersi contrapposto alle fazioni politiche senesi nel 1530, fuggì dalla sua città natale per trovar rifugio dal cardinale milanese Cristoforo Madruzzo e assistette alla caduta della Repubblica di Siena e alla repressione che ne seguì.
La Lettera alla Gentilissima Madonna fu redatta nel maggio del 1557 e contiene 365 proverbi indirizzati alla città di Siena nel modo cinico.
Il giovane francescano Francesco Calcagno (1528-1550) fu condannato a morte per blasfemia e sodomia durante l'Inquisizione a Venezia dopo aver confessato la lettura della Cazzaria, della quale possedeva una copia.

## Opere
- La Cazzaria de lo Arsiccio intronato, Venezia [ca. 1531]
- Dulpisto - dialogo alla nobilissima Signora Aurelia Petrucci, 1540
- Lettera alla Gentilissima Madonna, 1557
- La Floria: comedia dell'Arsiccio Intronato, 1560